# Euromoot
L'Euromoot è un incontro internazionale organizzato dalla Unione Internazionale delle Guide e Scouts d'Europa rivolto ai Rover e Scolte delle associazioni federate e a gruppi di capi che ne hanno fatto richiesta.
L'evento inizia e si conclude con un campo stanziale che viene intervallato da alcuni giorni di campo mobile.
L'ultimo Euromoot c'è stato nel 2019, a Roma.
A questo tipo di eventi per l'Italia partecipa la Associazione Italiana Guide e Scouts d'Europa Cattolici

## 1° Euromoot
Il primo Euromoot si è svolto nell'agosto del 2007, sui Monti Tatra, localizzati tra Slovacchia e Polonia.
Il 4 agosto i clan e i fuochi si sono ritrovati presso il santuario di Levoča in Slovacchia dove in serata è stata celebrata la cerimonia di apertura guidata da Rover e Scolte Francesi.
Il giorno seguente, celebrate le Sante Messe (una in rito bizantino e una in rito Latino), i Clan e i Fuochi sono stati trasferiti nelle diverse località dalle quali avrebbero iniziato i loro cammini attraverso i Monti Tatra.
La sera del 9 agosto tutti i gruppi si sono riuniti per un secondo campo stanziale nei pressi di Częstochowa dove hanno vissuto una giornata di campo comunitario.
Nella serata dello stesso giorno tutti i Rover e le Scolte hanno preso parte ad un pellegrinaggio notturno, durante il quale alcuni Rover e Scolte hanno preso la "Partenza" (tema conduttore dell'Euromoot).
Il pellegrinaggio notturno, durato diverse ore fino all'alba, si è concluso a Czestochowa; presso il santuario mariano, nota meta di pellegrinaggi locali, è stata celebrata la Santa Messa a conclusione dell'evento.